# Поташка
По́ташка (рос. Поташка) — село у складі Артинського міського округу Свердловської області.
Населення — 728 осіб (2010, 843 у 2002).
Національний склад станом на 2002 рік: росіяни — 84 %.